# Dytryk II z Moers
Dytryk z Moers (ur. ok. 1385 r., zm. 14 lutego 1463 r.) – arcybiskup Kolonii i książę-elektor Rzeszy od 1414 r.

## Życiorys
Dytryk był drugim synem hrabiego Moers Fryderyka oraz Walpurgi z Saarwerden, siostry arcybiskupa Kolonii Fryderyka III z Saarwerden (sprawował tę funkcję od 1370 do 1414 r.). Najstarszy brat Dytryka, Fryderyk, odziedziczył hrabstwo Moers po ojcu, natomiast Dytryk wraz z dwoma braćmi i siostrą rozpoczęli karierę kościelną. Już w 1397 r., dzięki wsparciu wuja, został prepozytem w Bonn, a w 1401 r. rozpoczął studia, które prowadził w Heidelbergu i Bolonii. W 1409 r. jako przedstawiciel swego wuja wziął udział w soborze w Pizie.
Gdy w 1414 r. zmarł Fryderyk III z Saarwerden, większość kolońskiej kapituły wybrała Dytryka na arcybiskupa Kolonii; mniejszość elektorów opowiedziała się za bratem księcia Bergu Adolfa – Wilhelmem, który podjął nieudaną próbę opanowania tego stanowiska. Swoje zwycięstwo w kilkuletnich zmaganiach Dytryk zapewnił sobie w dużej mierze dzięki wsparciu Zygmunta Luksemburskiego, którego koronował na króla Niemiec w Akwizgranie w listopadzie 1414 r. Wyparł swojego konkurenta z Paderborn, gdzie sam został administratorem biskupstwa.
W okresie swoich rządów Dytryk stopniowo budował potęgę polityczną (m.in. pozyskując dla swych braci biskupie stanowiska: Henryk został biskupem Münsteru, a Walram biskupem Utrechtu), co wywołało długotrwały konflikt z księciem Kleve Adolfem II. Dytryk wielokrotnie występował przeciwko niemu, m.in. wsparł jego młodszego brata Gerarda w rodzinnym konflikcie. Jednak ostatecznie zmagania zakończyły się one załamaniem ekspansji arcybiskupa i stratą Soest i Xanten. Lepiej rozwijały się stosunki Dytryka z księciem Jülich i Bergu Gerardem, którego Dytryk poparł w konflikcie z księciem Geldrii Arnoldem z Egmond oraz z którym zawarł w 1450 r. układ zapewniający przejście tych księstw na arcybiskupów Kolonii w razie bezpotomnej śmierci Gerarda; ten jednak doczekał się potomka i układ nie został zrealizowany.
Konflikty z księciem Kleve spowodowały także rozdźwięki między Dytrykiem a papieżem Eugeniuszem IV, który związany był z książętami burgundzkimi wspierającymi książąt Kleve. W 1445 r. Eugeniusz nawet ogłosił pozbawienie Dytryka jego stanowiska, jednak Dytryka wsparł cesarz, a po rychłej śmierci Eugeniusza jego następca Mikołaj V potwierdził stanowiska Dytryka. Dwukrotnie Dytryk uczestniczył w krucjatach przeciwko husytom (w drugiej w 1421 i piątej 1431 r., m.in. osobiście brał udział w bitwie pod Domažlicami). 
Liczne wojenne przedsięwzięcia arcybiskupa, zmagania z mieszkańcami księstwa i ambitna polityka spowodowały ogromne zadłużenie arcybiskupstwa, które stało się ogromnym kłopotem dla jego następcy, Ruprechta z Palatynatu.